# Propimelodus
Propimelodus (Пропімелодус) — рід риб родини Пласкоголові соми ряду сомоподібні. Має 3 види. наукова назва походить від грецьких слів pro, тобто «перший», «перед», pimele — широкий, товстий, і odous — «зуби».

## Опис
Загальна довжина представників цього роду коливається від 13 до 24 см. Голова витягнута, короткувата. Очі середнього розміру. Є 3 пари довгих вусів, з яких найдовшими є пара на верхній щелепі, що тягнеться до основи хвостового плавця. Тулуб стрункий, подовжений. Спинний плавець широкий, з 1—2 жорсткими променями. Жировий плавець доволі довгий і високий. Грудні та черевні плавці невеличкі. Анальний плавець низький, витягнутий. Хвостовий плавець розділений, лопаті звужені, на кінці загострені.
Забарвлення коливається від блідо-сіро-блакитного до жовто-коричневого кольору. Кожен з видів має плямочки на плавцях (у кожного різний), за якими різняться.

## Спосіб життя
Біологія вивчена недостатньо. Є демерсальними рибами. Зустрічаються у швидкій течії великих річок, каламутних і чорних водах. Тримається мулисто-щебнистих ґрунтів. активні вночі. Живляться рослинністю та детритом.

## Розповсюдження
Мешкають у басейнах річок Амазонка, Ояпок, Арагуая, Шінгу, Мадейра і Коуроу.

## Види
- Propimelodus araguayae
- Propimelodus caesius
- Propimelodus eigenmanni